# Куинн, Патриция
Патриция Куинн, леди Стивенс (англ. Patricia Quinn, Lady Stephens; род. 28 мая 1944, Белфаст) — североирландская актриса кино и телевидения, певица. Наиболее запомнилась зрителю исполнением роли Мадженты в мюзикле «Шоу Рокки Хоррора» (1973) и фильме «Шоу ужасов Рокки Хоррора» (1975).

## Биография
Патриция Куинн родилась 28 мая 1944 года в Белфасте (Северная Ирландия). Отец — Джеймс Коннолли Куинн, букмекер; мать — Ребекка. Девочка с детства проявляла актёрские таланты и в 17 лет уехала учиться в Лондон. К 1969 году она училась в драма-школе Drama Centre London, зарабатывая на жизнь блэкджек-дилером (в образе Playboy Bunny) в Playboy Club в Мейфэре. В 1971 году на полгода уехала в Глазго, где играла в театре Ситизенс.
Куинн снималась на телевидении с 1963 по 1992 год и для широкого экрана с 1972 по 2013 год (в обоих случаях с заметными перерывами). Всего за это время она появилась в 51 кино- и телефильмах и телесериалах.
В сентябре 2006 года выступила в роли диджея и «клубной кошечки», будучи ведущей «Ночи клуба „Мира“» в нескольких заведениях Центрального Лондона. В апреле 2007 года на концерте в Лондоне исполнила вместе с Патриком Вулфом песню Accident and Emergency. В октябре 2008 года посетила показ фильма «Шоу ужасов Рокки Хоррора» в Нью-Йорке, где ответила на вопросы поклонников и исполнила песню Science Fiction/Double Feature. В июле 2011 года снова прилетела в США, в Атлантик-Сити, на съезд поклонников этой ленты, где так же устроила вечер вопросов и ответов с фанатами. В мае 2013 года опять посетила США, где стала почётной ведущей блока, посвящённому «Шоу ужасов Рокки Хоррора», в Далласе на «Техасском уикенде ужасов». Оттуда она сразу отправилась в Сан-Франциско, где в театре «Виктория» приняла участие в ещё одном мероприятии, посвящённом этой картине.

### Личная жизнь
Патриция Куинн была замужем дважды:
1. Дон Хокинс (род. 1943), актёр телевидения и продюсер[3]. Года заключения брака (ок. 1970) и развода (до января 1995) неизвестны; сын — Куинн Хокинс (род. 1971), будучи ребёнком, снялся в двух кинофильмах[4].
2. Роберт Стивенс[англ.] (1931—1995), актёр радио, театра, кино и телевидения[5]. Брак заключён в январе 1995 года, 12 ноября того же года муж скончался из-за послеоперационных осложнений. Детей от этого брака не было, но Патриция стала мачехой актёров Тоби Стивенса и Криса Ларкина. За несколько месяцев до смерти Роберт Стивенс был посвящён в рыцари, таким образом его вдова носит титул Леди Стивенс.

Племянники: Джонни (род. 1972) — барабанщик группы Snow Patrol; и Брэдли (род. 1976) — фотограф.

## Избранная фильмография

### Широкий экран
- 1972 — Пояс верности[англ.] / Up the Chastity Belt — жена
- 1972 — Фронт[англ.] / Up the Front — Магда, служанка Маты Хари
- 1972 — Сага об Альфе Гарнетте[англ.] / The Alf Garnett Saga — «Вторая птичка», подруга Джима
- 1973 — Адольф Гитлер: Моё участие в его свержении[англ.] / Adolf Hitler: My Part in His Downfall — девушка на танцах
- 1975 — Шоу ужасов Рокки Хоррора / The Rocky Horror Picture Show — Маджента, служанка
- 1976 — Себастьян / Sebastiane — гостья императора (в титрах не указана)
- 1980 — Ястреб-мститель[англ.] / Hawk the Slayer — волшебница
- 1981 — Лечение шоком / Shock Treatment — доктор Нейшн МакКинли
- 1983 — Смысл жизни по Монти Пайтону / Monty Python’s The Meaning of Life — миссис Уильямс
- 2010 — Неотразимая Тамара / Tamara Drewe — «Шикарная хиппи»
- 2012 — Повелители Салема / The Lords of Salem — Меган

### Телевидение
- 1972 — Ван дер Валк[англ.] / Van der Valk — Ивонна (в эпизоде Destroying Angel)
- 1973 — Театр в кресле[англ.] / Armchair Theatre — Мэгги, подружка невесты[англ.] (в эпизоде That Sinking Feeling)
- 1976 — Я, Клавдий / I, Claudius — Ливилла
- 1978 — Профессионалы[англ.] / The Professionals — Айла (в эпизоде Look After Annie[англ.])
- 1980 — Дом ужасов Хаммера / Hammer House of Horror — Люсинда Джессап, ведьма из XVII века (в эпизоде Witching Time)
- 1980 — Непридуманные истории / Tales of the Unexpected — Фил Тинкер (в эпизоде The Stinker[англ.])
- 1982 — Механик[англ.] / Minder — Моника (в эпизоде Rembrandt Doesn't Live Here Anymore[англ.])
- 1984 — Волшебная шкатулка[англ.] / The Box of Delights — Сильвия Дейзи Паунсер (в 4 эпизодах)
- 1987 — Фортуна войны[англ.] / Fortunes of War — Мона Каслбар (в 2 эпизодах)
- 1987 — Доктор Кто / Doctor Who — Белазс (в эпизоде Dragonfire)
- 1988 — Бержерак[англ.] / Bergerac — Долли Хейуард (в эпизоде Crossed Swords[англ.])
- 1991 — Чисто английское убийство / The Bill — Сьюзан Уайт (в эпизоде Downtime[англ.])

## Прочие работы
- 1973 — Шоу Рокки Хоррора[англ.] / The Rocky Horror Show — Маджента (театры Вест-Энда)
- 2002 — Bang-Bang-a-Boom! — королева пришельцев Энгвия (аудио-драма)